# طايفه همت حسنبور (مقاطعة غيلانغرب)
طايفه‌همت‌حسنبور (بالفارسية: طایفه‌همت‌حسن‌پور) هي قرية تقع في كرمانشاه في إيران.